# Octave Fortin
Octave Fortin, né le 20 septembre 1876 et mort le 11 janvier 1959 à Rimouski, est un homme politique québécois.